# Excitační postsynaptický potenciál

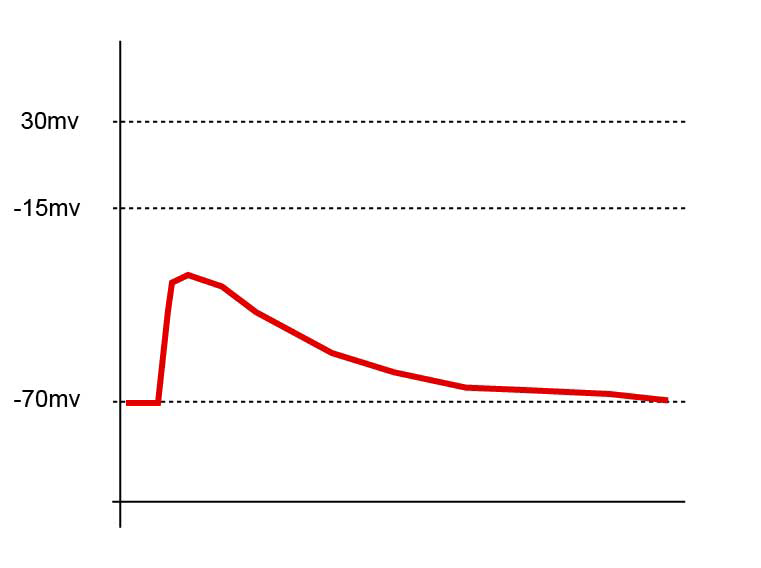
Tento jediný EPSP není tak velký, aby depolarizoval membránu a vedl k akčnímu potenciálu

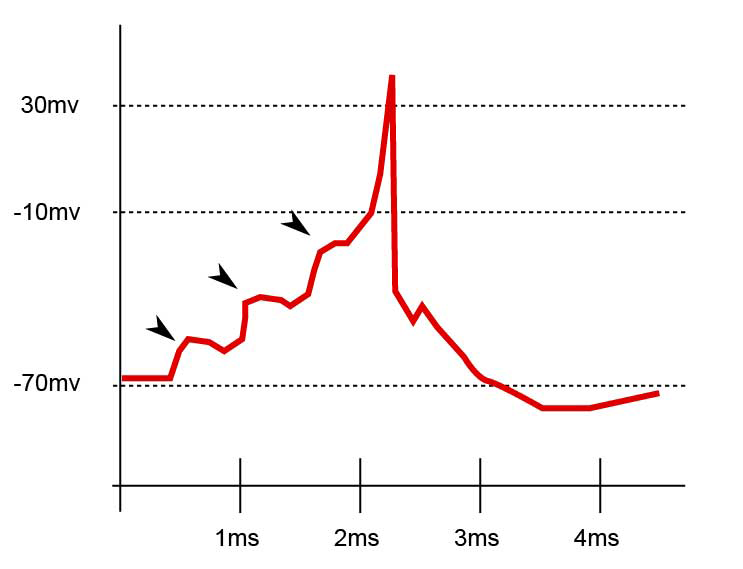
Součet těchto tří EPS již generuje akční potenciál

Excitační postsynaptický potenciál (EPSP) je postsynaptický potenciál, který způsobí vyšší pravděpodobnost, že na postsynaptickému neuronu dojde k akčnímu potenciálu. Dočasné depolarizace postsynaptického membránového potenciálu způsobí tok kladně nabitých iontů do postsynaptické buňky kvůli otevření ligandem řízené iontového kanálu. Jedná se o opak inhibičního postsynaptického potenciálu (IPSP), který obvykle vyplývá z toku aniontů do buňky nebo kationtů ven z buňky. EPSP může také vyplývat z poklesu kladného náboje, zatímco IPSP zvýšením kladného náboje.
EPSP i  IPSP jsou graduální tj. mají aditivní účinek. Při více EPSP na jednom místě na postsynaptické membráně je jejich kombinovaný účinek součtem jednotlivých EPSP. Větší EPSPs mít za následek větší depolarizace, a tím zvýšit pravděpodobnost, že postsynaptická buňka dosáhne prahové hodnoty pro přechod na akční potenciál.